# 女のブルース (アルバム)
『女のブルース』（おんなのブルース）は、1970年7月に藤圭子がリリースしたアルバム。『新宿の女／“演歌の星”藤圭子のすべて』に続いてオリコンLPチャート1位を獲得した。なお、1970年の同チャート1位獲得作品はすべて演歌が占めていた。

## 解説
- リリースされて1ヶ月余りで20週間にわたり1位を獲得した『新宿の女』に代わって1位を獲得し、16週間にわたり1位に居座り続けた。この年の藤圭子はシングルでも『女のブルース』・『圭子の夢は夜ひらく』で18週間連続1位にランクされるなど、絶頂期であった。
- 2013年4月 復刻版CD発売。

## 収録曲
- 全作詞：石坂まさを

Side A
1. 女のブルース
作曲：猪俣公章／編曲：成田征英
2. 女の流れ唄
作曲・編曲：曽根幸明
3. 涙のブルース
作曲：猪俣公章／編曲：原田良一
4. 東京夜曲
作曲・編曲：池田孝
5. 命預けます
作曲：石坂まさを／編曲：曽根幸明
6. あなた任せのブルース
作曲：森川登／編曲：池田孝

Side B
1. ネオン街の女
作曲：石坂まさを／編曲：池田孝
2. 盛り場数え唄
作曲：中村泰士／編曲：原田良一
3. 夜の花
作曲：彩木雅夫／編曲：池田孝
4. 女泣かせ
作曲：城美好／編曲：原田良一
5. 東京ワルツ
作曲：石坂まさを／編曲：池田孝
6. 女の真心
作曲：小谷充／編曲：池田孝